# Armoiries de Sherbrooke
Les armoiries de Sherbrooke, sixième ville de la province canadienne de Québec, sont ornés de divers constituantes symboliques :
- Les symboles des communautés historiques :
  - Les deux fleurs de lys, qui représentent la présence des français dans le passé
  - La rose, qui représente la présence des anglais dans le passé
- Les deux couleurs dominantes : 
  - L' or qui symbolise  la générosité et la prospérité
  - L' azur, qui symbolise l’aspiration vers un idéal élevé
- Les origines de la ville :
  - La molette d’argent reproduit une pièce des armoiries de Sir John Coape Sherbrooke
  - La lance d’or placée dans le « Y » représente saint Michel, patron de la Basilique-cathédrale qui lui est dédiée
- Symboles géographiques et économiques modernes :
  - La forme du « Y » représente le croisement des rivières Magog et Saint-François qui se rencontrent à l’endroit même où se trouvaient les « Grandes-Fourches » dans Sherbrooke
  - Les deux foudres placées dans le « Y » symbolisent l’électricité, une des richesses de Sherbrooke
  - La couronne aux sept tours symbolise la souveraineté de la ville sur l’Estrie[1].
- Une devise est également inscrite sous le blason, en latin :  « Ne quid nimis » ; cela signifie « Rien de trop » ; la devise de la famille Sir John Coape Sherbrooke.

## Héraldique

L'écu, pièce centrale des armoiries de la ville de Sherbrooke

Les armes de la ville de Sherbrooke peuvent se blasonner ainsi : 

« D'or au pairle ondé d'azur chargé en cœur d'une molette d'argent, en chef de deux éclairs aussi d'argent et en pointe d'un fer de lance d'or, accompagné en chef d'une rose de gueules et en pointe de deux fleurs de lys d'azur »

## Note
1. ↑  Elle est le principal centre économique, politique, culturel et institutionnel de la région de l'Estrie, d'où son surnom de la « Reine des Cantons-de-l'Est ».